# Trifolium ukingense
Trifolium ukingense är en ärtväxtart som beskrevs av Hermann August Theodor Harms. Trifolium ukingense ingår i släktet klövrar, och familjen ärtväxter. Inga underarter finns listade i Catalogue of Life.